# COROT-20
COROT-20 — звезда, которая находится в созвездии Единорога на расстоянии около 4011 световых лет от нас. Вокруг звезды обращается, как минимум, одна планета.

## Характеристики
COROT-20 — по астрономическим меркам очень молодая звезда 14,66 величины. Её возраст оценивается приблизительно в 100 миллионов лет. По массе и радиусу она практически идентична нашему Солнцу. Температура её поверхности составляет около 5880 кельвинов. COROT-20 получила своё наименование благодаря космическому телескопу COROT, обнаружившему у неё планету.

## Планетная система
В 2011 году группой астрономов, работающих в рамках программы COROT, было объявлено об открытии планеты COROT-20 b в данной системе. Она представляет собой горячий газовый гигант, превосходящий по массе Юпитер более чем в четыре раза. Однако радиус планеты составляет лишь 84 % юпитерианского, что говорит о средней высокой плотности. COROT-20 b обращается близко к родительской звезде — на расстоянии 0,09 а.е. Открытие планеты было совершено транзитным методом.